# Vittorio Mangano
Vittorio Mangano (* 18. August 1940 in Palermo; † 23. Juli 2000 ebenda) war ein italienischer Krimineller und mehrfacher Mörder, der in Verbindung zur Cosa Nostra stand. Er erlangte Bekanntheit durch verschiedene Berichte in Zusammenhang mit den Prozessen, in die er verwickelt war. Aufgrund seiner Tätigkeiten, die er als Angestellter in Silvio Berlusconis Villa San Martino in der Brianza ausübte, erhielt er den Spitznamen „stalliere – Stallknecht von Arcore“.